# Надежда Гаће
Надежда Гаће (Инђија, 1950 — Београд, 19. март 2025) била је југословенска и српска новинарка. Била је колумнисткиња дневних листова Борба, Наша борба и Данас, председница Независног удружења новинара Србије 2006–2010.

## Рани живот и образовање
Рођена је у Инђији. Класичну гимназију завршила је у Сплиту, а студије југословенске књижевности и српског језика на Филолошком факултету у Београду. Новинарством се бавила од 1974. године

## Новинарска каријера
Након чувене Осме седнице ЦК СКС-а 1987. године, Надежда Гаће суспендована је са места уредника-коментатора у тадашњој Телевизији Београд. После суспензије сама је дала отказ, да би новинарску каријеру наставила у Јутелу и љубљанском ”Делу”. После распада СФРЈ радила је у „Борби”, „Нашој Борби” и „Данасу”. Једна је од оснивачица НУНС-а, а пре избора за председницу, у два мандата, била је на челу Суда части ове организације. Поред новинарског рада, била је и коаутор, приређивач или аутор више публицистичких књига.

### НУНС
Са групом угледних новинара и публициста 1994 (Предраг Милојевић, Хари Штајнер, Драган Никитовић, Милан Влајчић, Александар Тимофејев, Верица Рупар, Димитрије Боаров, Офелија Бацковић, Цвијетин Миливојевић, Исидора Секулић, Оливија Русовац, Душан Машић, Славољуб Ђукић, Гордана Суша, Александар Ненадовић и други) оснива Независно удружење новинара Србије – НУНС, за чију је председницу изабрана у децембру 2006. године.

### Наша борба
Пошто је Влада Србије одузела Борби уређивачку независност, већина запослених је покренула своје новине под називом Наша борба. Гаће се придружила групи и писала за новине све док их влада није забранила у октобру 1998. изрицањем драконске казне на основу тадашњег контроверзног закона о информацијама.
Преминула је 19. марта 2025. године